# Bavobrug

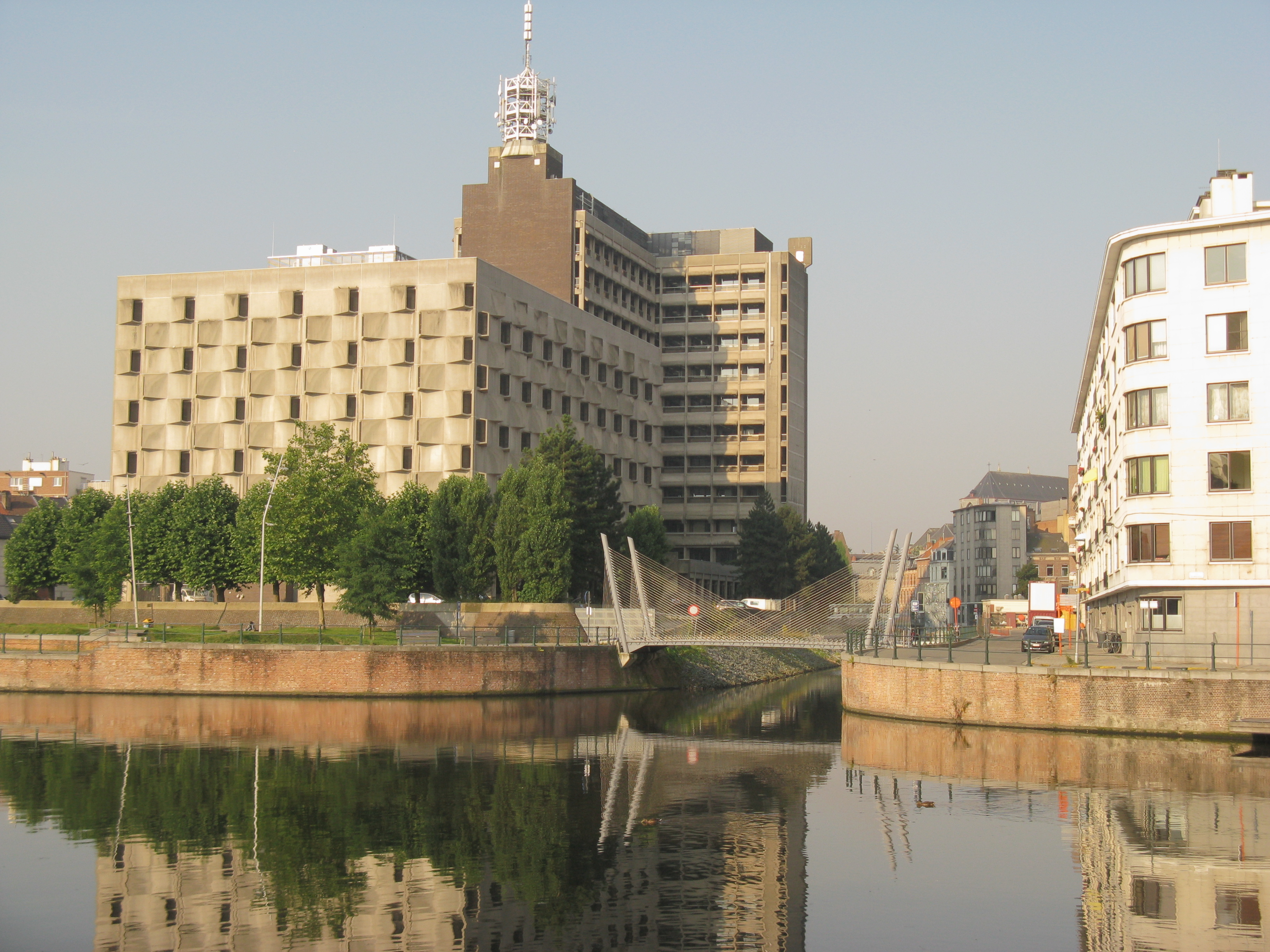
De Bavobrug over de Nederschelde aan Portus Ganda gefotografeerd van aan de andere zijde van de Leie. Links het Veermanplein met het grote Proximusgebouw op de achtergrond

De Bavobrug is een in 2008 gebouwde fietsers- en voetgangersbrug over de Nederschelde in Gent, vlak bij de samenvloeiing van de Nederschelde en de Leie aan de Portus Ganda. De stalen tuibrug is onderdeel van het Veermanplein waaraan het Proximusgebouw en het Zwembad Van Eyck gelegen zijn en verbindt deze met de Nieuwbrugkaai en de omgeving van het Sint-Lievenscollege.
De brug werd op 19 februari 2008 ingehuldigd door Vlaams minister Hilde Crevits.
De tuien zijn in inox en vervangen een klassieke brugbalustrade.
De schuin geplaatste pylonen hebben een relatief beperkte hoogte. De opmerkelijke en elegante Bavobrug werd in 2008 genomineerd voor de categorie Burgerlijke Bouwkunde van de tweejaarlijkse Staalbouwwedstrijd van het Belgische staalinfocentrum InfoSteel.
Het ontwerp van ir. Luc Hesters van Waterwegen en Zeekanaal werd ook door WenZ gebouwd.